# 訓子府站

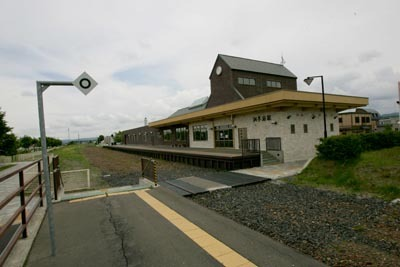
舊訓子府站

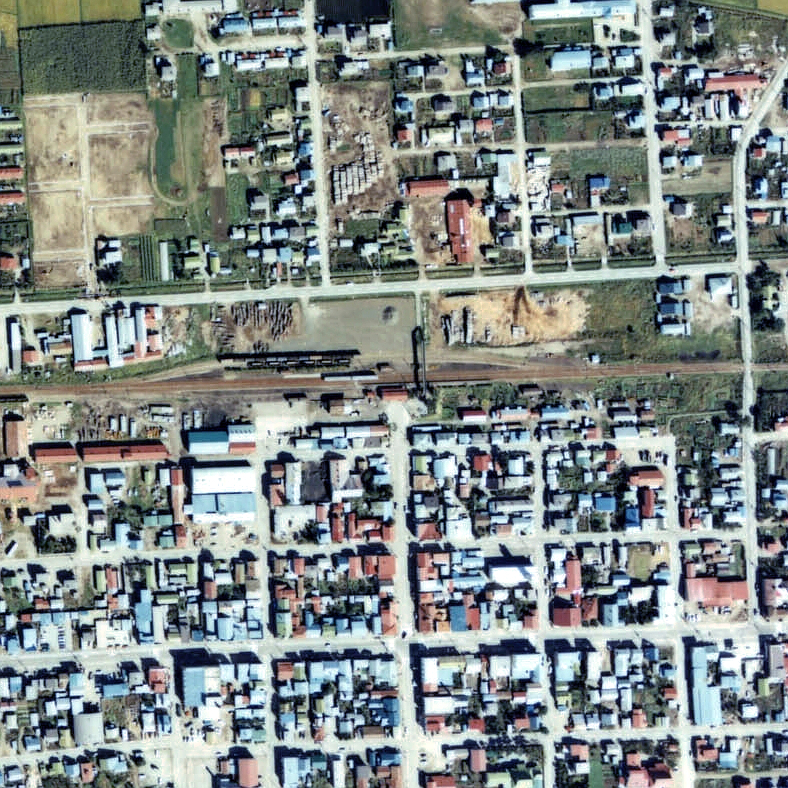
1977年國鐵池北線時代的訓子府站與方圓500米範圍。右邊是北見方向。曾經此站是運送木材和河砂的一個中轉站。車站後方的堆場比較寧靜。當時設有2面2線的千鳥相對式月台，車站後方設有2條貨物線。車站大樓旁邊靠近池田一方設有貨物月台和引込線。在該處設有引込線延伸至木廠前。車站大樓靠近北見一方設有連接車站後方的行人天橋（自由通道），天橋於1999年撤走。

訓子府站（日语：／ Kunneppu eki */?）是位於北海道常呂郡訓子府町大町，北海道池北高原鐵道的故鄉銀河線車站（廢站）。隨著故鄉銀河線廢線，車站在2006年（平成18年）4月21日廢除。

## 歷史
- 1911年（明治44年）
  - 9月25日 - 鐵道院網走線淕別站（後來為陸別站）至野付牛站之間開通[4]，此站啟用[5]。當時為一般車站。
- 1912年（大正元年）11月18日 - 池田至網走路線改名為網走本線[4]。
- 1916年（大正5年） - 敷設製軸工場至此站之間的專用軌道（使用馬牽引）[6]。
- 1932年（昭和7年） - 車站大樓翻新[7]。
- 1949年（昭和24年）6月1日 - 日本國有鐵道成立，成為日本國有鐵道車站。
- 1961年（昭和36年）4月1日 - 池田至北見之間改名為池北線，成為池北線車站[4]。
- 1973年（昭和48年）- 設置行人跨線橋。
- 1982年（昭和57年）3月29日 - 結束處理貨物。
- 1984年（昭和59年）2月1日 - 結束處理行李。
- 1987年（昭和62年）4月1日 - 伴隨國鐵分割民營化，車站由北海道旅客鐵道（JR北海道）營運。
- 1989年（平成元年）6月4日 - 北海道池北高原鐵道繼承池北線[4][8][9][10][11]。
- 1999年（平成11年）- 行人跨線橋撤走。
- 2000年（平成12年）11月1日 - 翻新車站大樓。
- 2006年（平成18年）4月21日 - 故鄉銀河線全線廢除[2][12]，此站也廢除。

## 車站構造
截至車站廢除前，此站是地面車站，設有2面2線的相對式月台。1號月台是上行月台，前往置戶、池田方向；2號月台是下行月台，前往上常呂、北見方向。此站是職員配置車站，設有一名站長當值。但是當站長不在時，置戶站會協助管理此站。職員當值時間只於平日日間。在廢除前1個月，星期六及假日均會營業。職員只負責檢票業務。
車站大樓同時是一座農業交流中心。由於訓子府商工會內可購買替代行走北海道北見巴士的回數券、定期票，因此此站成為故鄉銀河線有人車站中，唯一設有替代巴士資訊站的車站。前一代車站大樓的出入口旁邊設有圓形的花壇，該處當初為小型噴水池，後來於夏季飼養金魚。

## 站名的由來
訓子府取自阿伊努語的「クンネプ（kunne-p）」，其意思為黑色、地方（河流）。

## 車站周邊
此站為訓子府町的中心站。町的主要設施集中於車站附近。
- 北海道道335號訓子府停車場線（日语：北海道道335号訓子府停車場線）
- 北海道道50號北見置戶線（日语：北海道道50号北見置戸線）
- 訓子府町公所
- 北見警察署（日语：北見警察署）訓子府駐在所
- 訓子府郵局
- 北未來農業協同組合（JA北未來）訓子府分店
- 北見信用金庫（日语：北見信用金庫）訓子府分店
- 北海道訓子府高等學校（日语：北海道訓子府高等学校）
- 訓子府町溫水池「KAPPA」
- 訓子府町圖書館
- 訓子府溫泉保養中心
- 常呂川（日语：常呂川）
- 北海道北見巴士（日语：北海道北見バス）「訓子府站」巴士站 - 替代巴士開始行走時新設的巴士站。在鐵路廢除前，最近此站的巴士站是在北海道道50號上的「訓子府」。在車站廢除時，新設了「站」巴士站。

## 使用狀況
| 乘車人次變化 | 乘車人次變化 |
| 年度         | 1日平均人次  |
| ------------ | ------------ |
| 1975         | 687          |
| 1980         | 599          |
| 1985         | 505          |
| 1990         | 576          |
| 1995         | 435          |

## 車站大樓現況
車站大樓繼續使用為農業交流中心1號月台還存在。路軌與2號月台均被撤走，變成公園和巴士回轉處，站內平交道變成行人路。

## 相鄰車站
北海道池北高原鐵道
故鄉銀河線
西富－訓子府－穗波

## 注腳
1. ↑   田中和夫（監修）. . 上巻 国鉄・JR線. 北海道新聞社（編集）. 2002-07-15: 314–315頁,318–319頁. ISBN 978-4-89453-220-5. ISBN 4-89453-220-4 （日语）.
2. 1 2 3  北見現代史編集委員会（編集）. . 北見市: 981頁. 2007-01 （日语）.
3. ↑  1948年撮影航空写真（日語）（國土地理院  地圖、航空照片參閱服務）
4. 1 2 3 4   田中和夫（監修）. . 上巻 国鉄・JR線. 北海道新聞社（編集）. 2002-07-15: 236–237頁. ISBN 978-4-89453-220-5. ISBN 4-89453-220-4 （日语）.
5. ↑  《官報》1911年09月21日 鐵道院告示第71號 （页面存档备份，存于）（國立國會圖書館）
6. ↑  訓子府町史 昭和42年3月出版 P594，758。
7. ↑  訓子府町史 P757。
8. ↑  田中和夫（監修）. . 下巻 SL・青函連絡船他. 北海道新聞社（編集）. 2002-12-05: 222頁–223頁. ISBN 978-4-89453-237-3. ISBN 4-89453-237-9.
9. ↑  北見現代史編集委員会（編集）. . 北見市: 952頁,954頁. 2007-01 （日语）.
10. ↑  ふるさと銀河線10周年記念事業実行委員会（編集）. : 21–24頁、95頁. 1999-06-04 （日语）.
11. ↑  . 北海道新聞 (北海道新聞社). フォト北海道（道新写真データベース）. 1989-06-03  [2016-11-25]. （原始内容存档于2016年11月25日） （日语）.
12. ↑  . 北海道新聞 (北海道新聞社). フォト北海道（道新写真データベース）. 2006-04-21  [2016-11-25]. （原始内容存档于2016年11月25日） （日语）.
13. ↑   (PDF). アイヌ語地名リスト. 北海道 環境生活部 アイヌ政策推進室. 2007  [2017-10-19]. （原始内容 (PDF)存档于2018-04-17） （日语）.
14. ↑  續訓子府町史 平成10年3月發行 P836。